# سلطان علي ميرزا
كَاركِيَا سُلطَان عَلِي مِيرزَا (بالفارسية: کارکیا سلطانعلی میرزا، وبالجيلاكية: کارکیا سولطان علی میرزا) (847هـ -  911هـ المُوافق فيه 1443م - 1506م) المعروف اختصارًا بِـ«سلطان علي ميرزا» أو «كاركيا ميرزا علي»، هو ثامن أمراء كاركيا الذين حكمُوا جيلان لأكثر من مائتي عام. وقد حكم البلاد من سنة 883 هـ المُوافقة لِسنة 1478م إلى سنة 910 هـ المُوافقة لِسنة 1505م، بلغت الدَّولة في عهده ذروة قوَّتها حتى خاض غِمار الحرب مع الدولة الآقويونلويَّة على حُكم قزوين.
ونتيجة لعدة حملات عقيمة ومضنية في بيا باس (جيلان الغربية)، أطاح به شقيقه سلطان حسن في 1505/4. في عام 1506، حاول سلطان علي ميرزا استعادة العرش، إلا أنه وسلطان حسن قُتلا. تولى العرش بعد فترة وجيزة ابن سلطان حسن، سلطان أحمد، الذي كان يقيم سابقًا في بلاط الحاكم الصفوي إسماعيل الأول. 
يتجلى الازدهار الثقافي في عهد سلطان علي ميرزا في إنتاج "شاهنامة الرأس الكبير" في عام 1494/93.